# Nils Schwartz

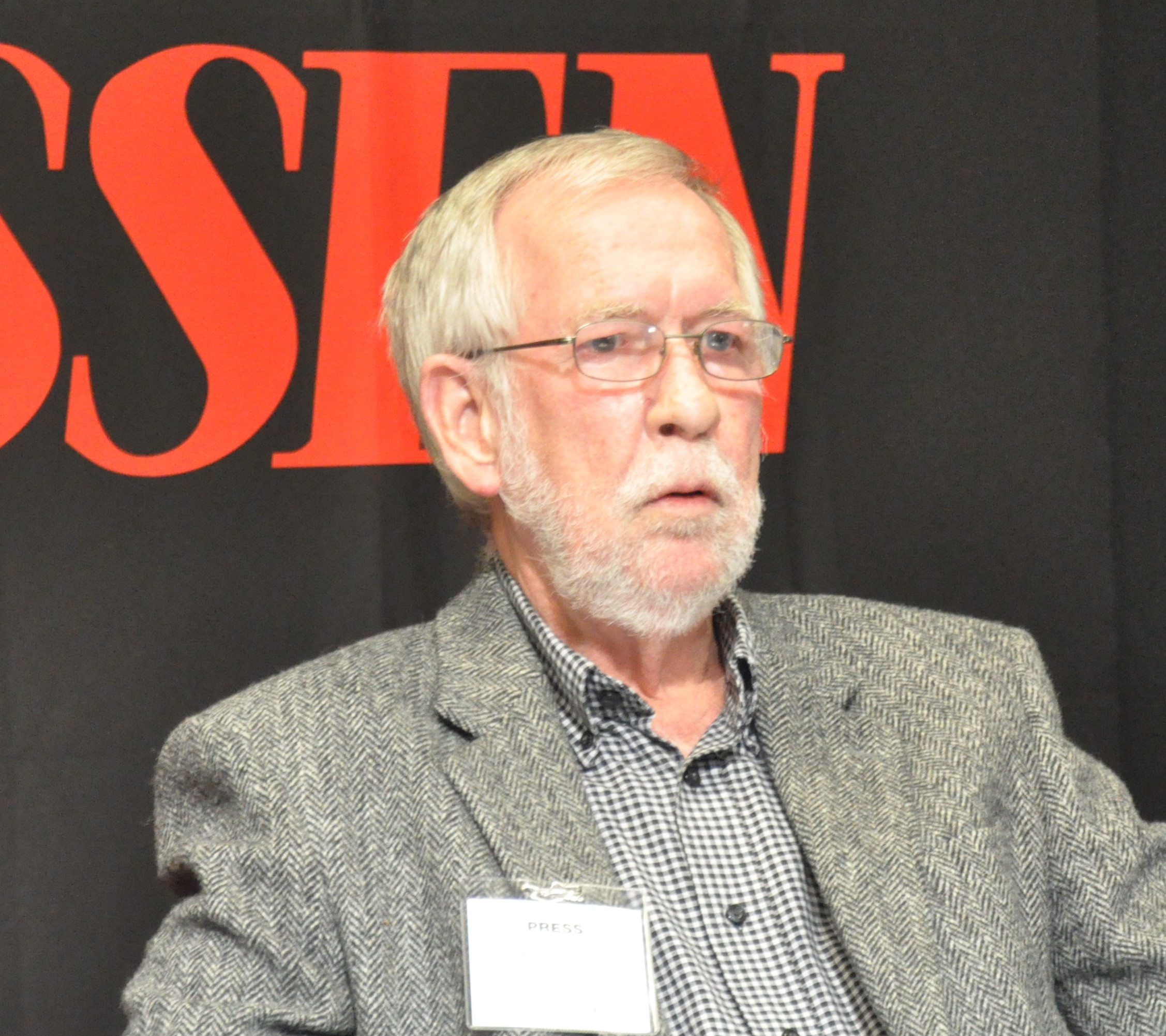
Nils Schwartz på Bokmässan i Göteborg 2011.

Nils Viktor Schwartz, född 8 april 1944 i Helsingborg, död 13 maj 2016 i Katarina distrikt i Stockholm, var en svensk kulturjournalist och litteraturvetare. 
Nils Schwartz disputerade 1979 på avhandlingen Hamlet i klasskampen om Eyvind Johnsons tidiga författarskap. Avhandligen betecknades av Schwartz som ”dötrist” och av Thure Stenström som marxistisk gallimatias skriven på pretentiös och delvis obegriplig svenska. Han började sin yrkesbana som kritiker i Helsingborgs Dagblad. Från 1982 skrev han litteratur-, teater- och TV-kritik för tidningen Expressen och tillhörde åren 1985–2011 dess kulturredaktion där han blev en tongivande kritiker. Schwartz var även pennan bakom tidningens satirspalt Ankan. Efter sin pensionering var han fram till 2015 fortsatt knuten till Expressen som frilanskritiker.
Schwartz tilldelades Gerard Bonniers stipendium för kulturjournalistik 2007, Aftonbladets Axel Liffner-stipendiet 2010 samt Expressens Björn Nilsson-pris för god kulturjournalistik 2014.
Schwartz avled i cancer. Han är gravsatt i Skogsminneslunden vid Krematoriet i Helsingborg.